# Famille Brûlart
La famille Brûlart est une famille noble française tôt établie à Paris, au service des rois de France, puis possessionnée en Bourgogne. Elle serait originaire de Saint-Martin-d'Ablois (Marne), en Champagne. La famille Brûlart s'est éteinte en 1793 avec sa branche de Genlis.

## Histoire

### Branches
La famille Brûlart (ou Brulart), a formé trois branches principales :
- la branche aînée des seigneurs de Sillery, terre érigée en marquisat par Henri IV, éteinte en 1770 ;
- la branche cadette des seigneurs de La Borde, dont Marie Brûlart de La Borde, dame d'honneur de Marie Leszczyńska, éteinte après 1738 ;
- la branche puînée des seigneurs de Genlis, éteinte en 1793.

### Premiers degrés
- Pierre Ier Brûlart (vers 1422-1483), trésorier de France, x Denise Dourdin († 1466), dont :
  - Jean Brûlart (1456/1466-1519), conseiller au Parlement, prévôt des marchands en 1514, x Jeanne Jayer († 1505), dont (entre autres enfants) :
    - Jacques Brûlart, seigneur de Heez et d'Aignets[1], conseiller au Parlement, x Isabelle/Antoinette Le Picart, père de :
      - Jeanne Brûlart, x Pierre Hennequin d'Ecquevilly et Boinville ;

    - Pierre II Brûlart (1484-1541), conseiller au Parlement, x Ambroise Regnault de Montmort de Berny, d'où la branche aînée de Sillery
    - Noël Brûlart (1486-1557), procureur général au Parlement, seigneur de Crosne, marié avec Isabeau Bourdin († 1589), dame de Chapet, dont entre autres enfants :
      - Denis Ier Brûlart de La Borde (1532-1611), x Madeleine Hennequin, d'où la  branche de La Borde
      - Pierre Brûlart de Genlis (1535-1608) dit Capitaine de Crosne, x Madeleine Chevalier, d'où la  branche de Genlis
      - Nicolas II Brûlart de Crosne (mort en 1597), chevalier, abbé de St-Martin d'Autun et de Joyenval, conseiller du roi, maître des requêtes (1570)
      - Marguerite Brûlart, x Louis Al(l)eaume : Postérité, dont Marie Aleaume (voir la fin de la branche de Genlis)
      - Ambroisie Brûlart, x Raoul Avrillot de Champlâtreux, oncle paternel de la bienheureuse Barbe Acarie : Postérité
      - Madeleine, x Thierry Cauchon de Condé (son frère Laurent Cauchon épouse Anne Brûlart, fille de Pierre III Brûlart de Sillery)[4]-(p. 11) : Postérité

    - Catherine, x 1518 Louis de Longueil, sire de Chèvreville et de Bou (= Bourg-le-Grand et Bourg-le-Petit à Evry), conseiller au Parlement, neveu d'Antoine : Postérité[5].

## Branche de Sillery
- Pierre III Brûlart de Berny († 1584), fils de Pierre II Brûlart (1484-1541) et d'Ambroise Regnault de Berny, x 1543 Marie Cauchon[4]-(p. 17), dame de Sillery et de Puisieu(l)x, parents de :
  - le cadet : Mathieu Brûlart, seigneur de Berny, ambassadeur, x Marie de Boudeville, dame de Vaux (à Gisors, comme Boisgeloup qui fut aux Boudeville ?)
    - Pierre Brûlart, x Marie-Madeleine, fille de Barnabé (de) Cerisier(s) (remariée à Nicolas Brulart du Boulay, à la fin de cet article)
      - Noël Brûlart, † 1714, seigneur de Vaux ; et son frère Pierre Brulart, chevalier de Malte

  - Marie Brûlart, x Louis II Durand de Villegagnon, neveu de Nicolas : Postérité
  - Anne Brûlart, x 1582 Laurent Cauchon ci-dessus : Postérité
  - Madeleine Brûlart, † 1635, qui épouse en 1587 Guichard Faure, d'où :
    - Angélique Faure, femme en 1612 du surintendant Claude de Bullion. Postérité, dont Marie de Bullion dame de La Grange-aux-Bois, qui épouse son cousin Pomponne II de Bellièvre ci-dessous

  - François Brûlart, abbé de La Valroi, chanoine archidiacre de Reims
  - Catherine, abbesse de Longchamp en 1608-1629
  - Jean, prédicateur capucin
  - Jérôme, conseiller d'État
  - Noël Brûlart de Sillery (1577-1640), chevalier de Malte, dit le commandeur de Sillery (cf. la Commanderie rue du Temple à Troyes), seigneur en 1625-1633 de Brie-Comte-Robert, avec Grisy et la Grange-le-Roy à Grisy-Suisnes[6] : Brie-Comte-Robert fut acquis de son neveu Pierre IV qui l'avait depuis 1613, alors que Grisy et la Grange le furent de François Le Roy (issu d'une famille éponyme de la Grange-le-Roy depuis 1581)
  - et l'aîné : Nicolas Brûlart de Sillery (1544-1624), chancelier de France, fait Ier marquis de Sillery (Marne) par le roi Henri IV, vicomte de Puisieulx et de Ludes, baron de Boursault, seigneur de Génicourt, Gérocourt, Marines et Bréançon par acquisition en 1603/1605. Épouse en 1574 Claude Prudhomme, fille de Louis Prudhomme de Fontenay-en-Brie, d'où :
    - Pierre IV Brûlart de Sillery, (†. 22 avril 1640), 2e marquis de Sillery et de Puisieu(l)x, baron du Grand-Pressigny et seigneur de Ferrières et Etableau par achat en 1627, secrétaire d'État d'Henri IV et Louis XIII, x 2° 1615 Charlotte d'Estampes de Valençay (1597-1677), sœur de Jacques d'Estampes de Valençay, de Léonor, d'Achille et de Jean. → Deux sœurs de Pierre IV : - Claude Brulart, x 1605 Nicolas de Bellièvre, fils du chancelier Pomponne et père de Pomponne II ci-dessus, premier président au Parlement de Paris ; et - Isabeau, x 1601 Gaspard Dauvet des Marets, cousin issu de germain de Sully dont le grand-père maternel était Robert Dauvet[7]. Pierre IV et Charlotte d'Estampes ont :
      - Charlotte Brulart (vers 1619-1697), x 1640 son cousin François d'Estampes, marquis de Mauny, fils aîné de Jacques d'Estampes maréchal-marquis de La Ferté-Imbault et de Mauny
      - Nicolas-François Brûlart, abbé de Lespau, Tonnerre, la Cour-Dieu, La Pelice/La Plisse, Saint-Basle et du Jard, encore vivant en 1689
      - Claude-Charles, chevalier de Malte
      - Léonor-Adam, prieur de Marines, abbé de Puisieulx
      - Marie-Eléonore, abbesse d'Avenay, où sa sœur Françoise est religieuse
      - Louis-Roger (1619-1691), 3e marquis de Sillery, frère de Charlotte, x 1638 Marie-Catherine de La Rochefoucauld, fille de François V et sœur du mémorialiste/moraliste François de La Rochefoucauld ; il vend en 1661 Le Grand-Pressigny
        - Roger Brûlart, 4e marquis de Sillery, vicomte de Puysieulx, dit « marquis de Puysieulx » (1640-1719) x 1668 Claude Godet de Renneval, d'où :
          - Félix-François, † 1707, comte de Sillery ; deux sœurs, mariées ; et Claudine-Anne Brulart (vers 1673-1740), qui transmet Sillery, Ludes et Puisieulx à son mari Pierre-François Brûlart de Genlis ci-dessous

        - Fabio Brulart de Sillery (1655-1714), évêque d'Avranches et de Soissons, abbé de Saint-Basle, La Plisse, du Gard et Chézy, académicien français-fauteuil 7
        - Carloman-Philogène (vers 1656-1727), il continue les marquis ou vicomtes de Puisieu(l)x, x 1697 Marie-Louise Bigot, d'où :
          - Louis-Philogène Brûlart de Sillery (1702-1770), secrétaire d'État, ambassadeur, maréchal de camp, x 1722 Charlotte-Félicité Le Tellier de Louvois de Souvré, 1708-1783, petite-fille de Louvois, dont :
            - Adélaïde-Félicité Brulart, x 1744 son cousin Louis-Charles-César Le Tellier de Louvois de Courtanvaux, maréchal-duc d'Estrées (1695-1771), sans postérité.

        - trois militaires morts jeunes parmi les enfants de Louis-Roger et Catherine de La Rochefoucauld : - Louis, chevalier de Malte (1642-1664) ; - Charles-Henri (1650/1651-† héroïquement à 13 ans et demi en 1664 à la bataille de Saint-Gothard en Hongrie ; seigneur de Briançon) ; - et Achille Brûlart († 1674 à moins de 20 ans à la bataille de Sinsheim, chevalier de Malte), les deux derniers servant sous le maréchal de Turenne
        - François, † 1668, abbé de Saint-Basle ; et quatre sœurs, toutes mariées
- Marie Brulart, sœur de Pierre III (Pierre III et Marie avaient des frères et sœurs), x Charles Le Prévost intendant des Finances : parents entre autres enfants de Madeleine Le Prévost, née en 1566, qui épouse en 1587 Charles III d'O de Baillet († 1639 ; cousin issu de germain de François), d'où postérité.

## Branche de La Borde
- Denis Ier Brûlart (1532-1611), fils de Noël Brulart de Crosne (1486-1557), magistrat établi en Bourgogne, premier président au Parlement de Dijon, seigneur de/du Roulay ou Reuillay (Reullée à Marigny ?), baron de Sombernon et de  La Borde  (1588) (par ailleurs son père Noël était aussi dit seigneur de La Borde en face de Montesson). La Borde en Bourgogne est érigée en marquisat en 1645 pour son petit-fils Denis II, fils de :
  - Nicolas Ier († 1627), Ier président au Parlement de Bourgogne, x 1593 Marguerite/Marie Bourgeois d'Origny, d'où :
    - Denis II, marquis de La Borde en 1645, x 1623 Marie Massol de Rouvres, père de :
      - Nicolas II Brûlart (1627-1692), Ier président au Parlement de Bourgogne, marquis de La Borde, baron de Sombernon , Couches (en partie) et Mâlain, x 1° Marie Cazet de Vautort, et 2° 1669 Marie Bouthillier de Chavigny, fille de Léon :
        - du 1°, Jacqueline-Charlotte Brulart (vers 1660-1743), x 1689 André-Louis de Loménie comte de Brienne : ce sont les grands-parents du cardinal-ministre
        - du 2°, Marie Brûlart de La Borde (vers 1684-1763), dame d’honneur de la reine Marie Leszczyńska, sans postérité x 1° 1704 Louis-Joseph de Béthune marquis de Charost, puis x 2° 1732 Charles-Philippe d'Albert duc de Luynes ; et dans sa nombreuse fratrie : Anne Brulart, † 1711, x Gaspard II de Vichy de Montceaux, comte de Champrond/Chameron (1664-1736), d'où Gaspard III Nicolas (1699-1781) et la suite des mqs. de La Borde, barons de Sombernon et de Mâlain, sgr. de Champrond et Montceaux-l'Etoile...

      - Noël Brulart (1632-1694), comte de Rouvres, x 1° Jeanne, † 1686, fille de Charles Gruin/Gruyn des Bordes : postérité, dont Madeleine (née vers 1666-1761, dame de Rouvres, x 1696 Louis Tissart : d'où les Tissart de Rouvres, qui s'allièrent en 1773 aux Pondre de Guermantes) et son frère Denis-Noël Brûlart, marquis de Rouvres (né vers 1670-† 1739, x 1695 Bonne-Marie, † 1716, fille de Simon Bachelier de Beaubourg : leur fils Simon-Louis Bachelier est seigneur de Beaubourg et Clotomont) ; et de nombreux frères et sœurs, dont Denis Brulart, chevalier de Malte, et Charlotte Brulart, x 1° Louis Frère, 1er président au Parlement de Grenoble, et 2° Jean Amelot de Bisseuil (des Amelot-branche de Chaillou ; Postérité) (mais on trouve aussi que c'est Charlotte de Pontchartrain qui fait ces deux mariages !)

    - Françoise/Marguerite, x 1613 Claude de Saulx-Tavannes de Buzançais

  - Noël Brulart († vers 1653/1659), baron de Sombernon, sgr. de Mâlain en partie (acquis en 1635, légué en 1653 avec Sombernon à son petit-neveu Nicolas II Brulart ci-dessus, qui acquiert l'autre part de Malain en 1654), maître des requêtes de l'Hôtel ; et leurs quatre sœurs dont trois sont mariées (Marguerite, Marie et Jeanne/Anne Brulart), Madeleine Brulart étant abbesse de St-Antoine-des-Champs puis de Molaize.

## Branche de Genlis
- Pierre Brûlart de Genlis (1535-1608), seigneur de Genlis et de Crosne, fils cadet de Noël Brulart (1486-1557), secrétaire d'État aux affaires étrangères de Charles IX et d'Henri III, se maria le 10 septembre 1571 avec Madeleine Chevalier (†1610/1611), dont :
  - Gilles Brûlart (1575-1637), x 1° Anne de Hallwi(j)n/Halluin dame de Quierzy (fille de Charles de Piennes et Maignelay, premier duc d'Halluin, et d'Anne Chabot fille de l'amiral Philippe et petite-nièce du roi François Ier), d'où  (du 1° ; de sa 2e femme Claudine Aux-Epaules : René Brulart, cité plus bas) :
    - Florimond Ier Brulart (vers 1602-1685), premier marquis de Genlis (en 1645, confirmation en 1736 pour son petit-fils Charles), x 1° 1628 Charlotte de Brunetel. Marquis de Genlis, seigneur de Triel et lieutenant des gendarmes d'Orléans Il décéda en 1685 en Picardie à l'âge de 83 ans, laissant pour enfants[Note 1] de la Société académique de Chauny. :
      - Florimond II Brûlart, né vers 1626/1627, deuxième marquis de Genlis, maître de camp du régiment de Genlis de cavalerie, qui après avoir servi pendant plusieurs campagnes, tomba malade lors du siège de Sainte-Menehould et mourut à Châlons-en-Champagne en 1653
      - Charles Brûlart, abbé de Joyenval en 1649, et Sainte-Élisabeth de Genlis (1665-1667), puis archevêque d'Embrun en 1668, né vers 1628/1633, mort en 1714
      - Claude-Charles Brûlart, troisième marquis de Genlis, colonel du régiment d'Artois, mort à Paris en 1673. Marié en 1669 à Angélique Fabert (fille du maréchal Fabert), d'où Marie-Anne Claude Brulart (1669-1750), dame d'Abbécourt (et de Pisy en 1739, après ses cousins issus de son grand-oncle René ci-dessous), femme d'Henri d'Harcourt de Beuvron premier maréchal-duc d'Harcourt (de là, la suite des ducs d'Harcourt, cf. leur fils François et son illustre postérité : les ducs de Croÿ princes de Solre, le duc de Richelieu, Sissi, la reine Elisabeth de Belgique...)
      - François Brûlart, colonel du régiment de la Couronne
      - Michel Brulart, † 1701, chevalier de Malte, commandeur de Collioure
      - autre Michel Brûlart, colonel du régiment de la Couronne, tué au siège de Saint-Omer en 1677
      - Hardouin Brûlart, chevalier de Malte, commandeur de Liège, maréchal de camp des armées du roi, gouverneur de Girone, mort en 1699
      - Pierre-François Brûlart de Genlis  (vers 1648-1733), quatrième marquis de Genlis, abbé de l'abbaye Sainte-Élisabeth de Genlis de l'ordre des Prémontrés à Genlis (Villequier-Aumont) en 1669, renonce à l'état ecclésiastique en 1701 à la mort de ses frères cadets Hardouin († 1699, chevalier de Malte) et Michel († 1701 ; chevalier de Malte) ci-dessus, afin d'assurer la succession mâle, x 1703  Claudine-Anne Brûlart marquise de Sillery  ci-dessus, dame de Sillery, Ludes et Puisieulx, héritière des Brûlart de Sillery
        - Charles Brulart (alias Pierre), cinquième marquis de Genlis, fils de Pierre-François (vers 1706-1753), x novembre 1726 Louise-Charlotte-Françoise d'Hallencourt de Dromesnil, nièce de Charles-François
          - Charles-Claude Brûlart, né en 1733, colonel,  sixième et dernier marquis de Genlis  qu'il vend le 5 octobre 1772 à Louis-Alexandre Céleste d'Aumont (érection en  duché de Villequier d'Aumont  en avril 1774[8]), x 1765 à Jeanne-Marie-Pulchérie de Riotot de Villemeur de La Martinière (cf. l'article Hadancourt)(née vers 1751). Il était colonel aux Grenadiers de France.
          - Charles-Alexis Pierre Brûlart, le comte de Genlis,  5e marquis de Sillery  (1737-guillotiné le 31 octobre 1793 = 10 brumaire an II, comme girondin ; député de la noblesse de Reims aux États généraux – un des 47 élus de la noblesse ralliant le Tiers le 25 juin 1789 – puis de la Somme à la Convention), époux de Félicité du Crest de St-Aubin (1746-1830 ; gouvernante de Louis-Philippe d'Orléans ; mère de Paméla (vers 1777-1831), née d'une liaison avec Philippe-Égalité, le père du roi Louis-Philippe) : d'où postérité survivante féminine par leurs filles :
            - - Caroline-Jeanne-Séraphine (1765-86), et - Edmée-Nicole-Pulchérie Brulart (1767-1847 ; x le général Jean-Baptiste Cyrus de Timbrune comte de Valence : leur fille Rose-Edmée-Louise-Paméla dite Rosemonde de Timbrune de Valence épouse le maréchal Gérard, d'où Rosemonde Gérard, femme d'Edmond Rostand et mère de Maurice et Jean Rostand),
            - alors que leur frère - Casimir-Charles-Philogène Brûlart (1768-1783) n'atteint pas ses 15 ans

          - Louis-Marie, l'abbé de Genlis, puis officier au régiment du Roi-Infanterie, née en 1738. Atteint de la variole, il rentre en France et meurt le 19 mars 1761, rue Saint-Jacques à Paris[9],[10]

    - Charles, † 1669, frère cadet de Florimond Ier, abbé des Prémontrés de Genlis et de Joyenval ; son frère cadet François est chevalier de Malte
    - René Brulart (1617-1696), dit le baron de Genlis, demi-frère de Charles, François et Florimond Ier Brulart, fils de la deuxième femme de Gilles Brulart : Claude/Claudine Aux-Épaules, fille de François de Laval Aux-Epaules ; par sa mère Claude Aux-Épaules, il est marquis de Pisy, seigneur de Presles à Cussy, et de Villeprenoy/Villeprenois/Villepernay et Ferrières à Andryes ; maître de camp du régiment de Genlis de cavalerie, lieutenant général ; x Anne de Longueval, d'où postérité

  - Charles Ier Brûlart de Genlis (1572-1649), prieur de Léon, chanoine de la cathédrale de Paris, il est également abbé de Joyenval et de Neauphle. Il a d’abord été conseiller au parlement de Paris, il exerce ensuite les fonctions d’ambassadeur ordinaire à Venise de 1611 à 1620. Il est ambassadeur extraordinaire auprès des Ligues grises, et accompagne le père Joseph à la diète de Ratisbonne en juillet 1630. Il est conseiller d’État en 1635. Il est encore envoyé en mission à Parme et à Rome en 1642 et 1643[11]
  - Noël, sire de Crosne, † 1597 au siège d'Amiens
  - Pierre, abbé de Saint-Martin d'Autun et de Joyenval
  - Louis-Roger Brulart, sire de/du Broussin à Fay et du Ranché/du Rancher à Teloché, † 1646, x Madeleine Colbert de Villacerf, † 1690 : Postérité, suite des sires du Broussin et du Rancher. Il vend en 1605/1613 Chapet à Jacques Ol(l)ier de Verneuil, parlementaire, père de Monsieur Olier, son parent par alliance (la femme de Jacques Olier, Marie Dolu de Verneuil était la fille de René Dolu d'Ivoy et de Marie Al(l)eaume, fille de Louis Al(l)eaume x Marguerite Brulart de Crosne (cf. le début de l'article), elle-même fille de Noël Brûlart (1486-1557)
  - Magdelaine, x François Robertet d'Alluyes au Perche-Gouët
  - Nicolas Brulart, sire du Boulay à Souppes, de Poligny et d'Obsonville, chambellan de Gaston d'Orléans, † 1659, x Marie-Madeleine (de) Cerisier(s), veuve de Pierre Brulart de Sillery de Vaux ci-dessus ; parents, entre autres enfants, de :
    - - François Brulart, † 1703, qui hérite des fiefs, ami de la mémorialiste Marie-Sidonie de Lenoncourt marquise de Courcelles (1650-85) ; - Anne Brulart, x Louis d'Estourmel du Frétoy ; - Marie Brulart, x Nicolas-Louis marquis de Vitry, fils cadet du maréchal de Vitry ; - Louis Brulart, † 1676, abbé de Neauphle

  - Marie, † 1631, x 1° 1587 François, baron de Mailloc et sire d'Emalleville, et 2° François de Raveton de Chauvigny de Crulai
  - Élisabeth/Isabelle, religieuse à St-Antoine des Champs.

## Personnalités

### Branche de Sillery
- Nicolas Brûlart de Sillery (1544-1624), diplomate et chancelier sous Henri III et Henri IV enterré à Marines (Val-d'Oise) ;
- Noël Brûlart de Sillery (1577-1640), prêtre et commandeur de l’ordre Saint-Jean ;
- Pierre Brûlart de Sillery (1583-1640), fils de Nicolas et secrétaire d'État aux affaires étrangères de Louis XIII ;
- Louis-Roger Brûlart de Sillery (1619-1691), fils de Pierre, et gouverneur du duc de Chartres, fils aîné du Régent ;
- Fabio Brûlart de Sillery (1655-1714), petit-fils de Pierre, homme d’Église et membre de l'Académie française ;
- Louis Philogène Brûlart de Sillery (1702-1770), secrétaire d'État aux Affaires étrangères du Gouvernement Louis XV

### Branche de Genlis
- Charles Alexis Brûlart de Sillery (1737-1793), comte de Genlis, député à la Convention nationale ;
- Pamela Brûlart de Sillery (~1777-1831), fille illégitime de Philippe d’Orléans et de Félicité de Genlis, femme de Charles-Alexis.